# Lexiphanes guérini
Lexiphanes guérini är en skalbaggsart som först beskrevs av Perbosc 1839.  Lexiphanes guérini ingår i släktet Lexiphanes och familjen bladbaggar. Inga underarter finns listade i Catalogue of Life.